# Lebarič
Lebarič je priimek več znanih Slovencev:

## Znani nosilci priimka
- Aco Lebarič (1943—2012), slikar paraplegik, restavrator
- Ada Sardo-Lebarič (1929—2017), operna pevka, sopranistka
- Vasja Lebarič, risar, grafik, večmedijski ustvarjalec?
- Vlado Lebarič (1945—1995), operni pevec